# Aspilla
Aspilla es una entidad de población española del municipio de Chirivel, perteneciente a la provincia de Almería, en la comunidad autónoma de Andalucía.

## Toponimia
El nombre del lugar puede encontrarse mencionado con las grafías El Aspilla y Aspilla.

## Historia
A mediados del siglo XIX, el lugar, un caserío con alcalde pedáneo, dependía en lo civil de Oria y en lo eclesiástico de Chirivel. Aparece descrito en el tercer volumen del Diccionario geográfico-estadístico-histórico de España y sus posesiones de Ultramar de Pascual Madoz de la siguiente manera:

ASPILLA (el): cas. con alc. ped. en la prov. de Almeria, part. jud. de Purchena, á 2 leg. de la v. de Oria, á la cual corresponde en lo civil (V.), y en lo ecl. al l. del Chirivel (V.): pobl. 100 vec., 400 alm. Fundado por un árabe llamado Aspillo, segun aparece del libro Padre Morote, ó sea origen de la nobleza del reino de Murcia; años antes de la conquista, con noticia que tuvieron los nobles de la c. de Lorca que el Arraez de Baza contraia esponsales con la hija del alcaide de Seron, salieron de Lorca, pernoctaron en las inmediaciones de Aspilla, y al dia inmediato sorprendieron á la novia y comitiva, cautivando á la primera; cuyo acto tuvo luñgar en el collado de la Calavera. En el dia corresponde á particulares por compra al Excmo. Sr. Duque de Beraguas.
(Madoz, 1846, p. 46)

En 2023 la entidad singular de población de Aspilla, perteneciente al municipio de Chirivel, tenía empadronados 16 habitantes.